# Santa Rosa (Filipinas)
Santa Rosa es una ciudad de la provincia de La Laguna en Filipinas. Según el censo del 2007, tiene 266.943 habitantes.

## Barangayes
Santa Rosa se divide administrativamente en 18 barangayes.
- Aplaya
- Balibago
- Caiñgín
- Dila
- Dita
- Don José
- Ibaba
- Labas
- Macablíñg
- Malitlit
- Malusak
- Market Area
- Kanluran
- Pooc
- Pulong Santa Cruz
- Santo Domingo
- Sinalhan
- Tagapo